# 1702
| 1702               |
| ------------------ |
| Dødsfald - Fødsler |
| • Begivenheder     |

| Gregoriansk kalender | 1702 MDCCII             |
| Ab urbe condita      | 2455                    |
| Armensk kalender     | 1151 ԹՎ ՌՃԾԱ            |
| Kinesiske kalender   | 4398 – 4399 辛巳 – 壬午 |
| Etiopisk kalender    | 1694 – 1695             |
| Jødisk kalender      | 5462 – 5463             |
| Hindukalendere       |                         |
| - Vikram Samvat      | 1757 – 1758             |
| - Shaka Samvat       | 1624 – 1625             |
| - Kali Yuga          | 4803 – 4804             |
| Iransk kalender      | 1080 – 1081             |
| Islamisk kalender    | 1114 – 1115             |

Konge i Danmark: Frederik 4. 1699-1730 – Danmark i krig: Den store nordiske krig 1700-1721
Se også 1702 (tal)

## Begivenheder
- 21. januar – Forordning om ophævelse af vornedskabet.

## Født
- 7. februar - Carl August Thielo, dansk-tysk teaterdirektør, forfatter, musiker og komponist. (død 1763).

## Dødsfald
- 30. januar - Charles Eugène de Croÿ, nederlandsk officer (født 1651)
- 17. februar – Peder Syv, sprogforsker, dør 70 år gammel. Han samlede og udgav ca 15.000 danske ordsprog og mundheld.
- 17. maj - Jan Wyck, hollandsk barokmaler, bedst kendt for sine militær-værker (født 1652).
- 29. november - Frands Mikkelsen Vogelius,  dansk forfatter, historiker, teolog, sognepræst og provst.